# Patinação de velocidade em pista curta nos Jogos Olímpicos de Inverno de 2010 - 1000 m feminino
As competições de 1000m feminino da patinação de velocidade em pista curta nos Jogos Olímpicos de Inverno de 2010 foram disputadas no Pacific Coliseum em Vancouver, Colúmbia Britânica, entre 24 e 26 de fevereiro de 2010.

## Medalhistas
| Ouro   | CHN Wang Meng         |
| Prata  | USA Katherine Reutter |
| Bronze | KOR Park Seung-hi     |

## Recordes
Antes desta competição, os recordes mundiais e olímpicos da prova eram os seguintes:
| Tipo | Atleta        | Tempo    | Local          | Data                    |
| ---- | ------------- | -------- | -------------- | ----------------------- |
|      | Wang Meng     | 1:29.495 | Harbin         | 15 de março de 2008     |
|      | Yang Yang (A) | 1:31.235 | Salt Lake City | 23 de fevereiro de 2002 |

## Resultados

### Eliminatórias
Foram realizadas oito baterias na fase eliminatória:
| Pos. | Atleta              | Tempo    | Notas |
| ---- | ------------------- | -------- | ----- |
| 1    | KOR Park Seung-hi   | 1:31.885 | Q     |
| 2    | CAN Tania Vicent    | 1:37.561 | Q     |
| 4 !  | USA Allison Baver   | 99.999 ! | DSQ   |
| 4 !  | NED Jorien ter Mors | 99.999 ! | DSQ   |

| Pos. | Atleta               | Tempo    | Notas |
| ---- | -------------------- | -------- | ----- |
| 1    | CAN Kalyna Roberge   | 1:31.033 | Q     |
| 2    | HUN Bernadett Heidum | 1:31.125 | Q     |
| 3    | GBR Elise Christie   | 1:31.363 |       |
| 4    | CZE Kateřina Novotná | 1:45.300 |       |

| Pos. | Atleta                 | Tempo    | Notas |
| ---- | ---------------------- | -------- | ----- |
| 1    | AUS Tatiana Borodulina | 1:32.509 | Q     |
| 2    | JPN Mika Ozawa         | 1:32.577 | Q     |
| 3    | ITA Cecilia Maffei     | 1:32.615 |       |
| 4 !  | NED Liesbeth Mau Asam  | 99.999 ! | DSQ   |

| Pos. | Atleta                | Tempo    | Notas |
| ---- | --------------------- | -------- | ----- |
| 1    | CAN Jessica Gregg     | 1:32.565 | Q     |
| 2    | ITA Arianna Fontana   | 1:32.640 | Q     |
| 3    | AUT Veronika Windisch | 1:32.775 |       |
| 4    | BUL Evgenia Radanova  | 1:32.829 |       |

| Pos. | Atleta                | Tempo    | Notas |
| ---- | --------------------- | -------- | ----- |
| 1    | USA Katherine Reutter | 1:30.508 | Q     |
| 2    | CHN Sun Linlin        | 1:30.629 | Q     |
| 3    | JPN Ayuko Ito         | 1:31.137 |       |
| 4    | RUS Nina Yevteyeva    | 1:31.302 |       |

| Pos. | Atleta                 | Tempo    | Notas |
| ---- | ---------------------- | -------- | ----- |
| 1    | KOR Cho Ha-ri          | 1:35.953 | Q     |
| 2    | FRA Stéphanie Bouvier  | 1:36.199 | Q     |
| 3    | JPN Biba Sakurai       | 1:36.416 |       |
| 4    | RUS Valeriya Potemkina | 1:36.438 |       |

| Pos. | Atleta               | Tempo    | Notas |
| ---- | -------------------- | -------- | ----- |
| 1    | CHN Wang Meng        | 1:30.958 | Q     |
| 2    | NED Annita van Doorn | 1:31.516 | Q     |
| 3    | USA Kimberly Derrick | 1:31.663 |       |
| 4    | HKG Han Yueshuang    | 1:38.115 |       |

| Pos. | Atleta           | Tempo    | Notas |
| ---- | ---------------- | -------- | ----- |
| 1    | CHN Zhou Yang    | 1:30.781 | Q     |
| 2    | POL Paula Bzura  | 1:31.338 | Q     |
| 3    | GER Aika Klein   | 1:58.857 | ADV   |
| 4 !  | HUN Erika Huszar | 99.999 ! | DSQ   |

### Quartas de final
As atletas classificadas foram divididas em quatro baterias:
| Pos. | Atleta               | Tempo    | Notas |
| ---- | -------------------- | -------- | ----- |
| 1    | KOR Park Seung-hi    | 1:30.769 | Q     |
| 2    | CAN Kalyna Roberge   | 1:30.769 | Q     |
| 3    | NED Annita van Doorn | 1:32.067 |       |
| 4    | JPN Mika Ozawa       | 1:32.183 |       |

| Pos. | Atleta                | Tempo    | Notas |
| ---- | --------------------- | -------- | ----- |
| 1    | CHN Zhou Yang         | 1:29.849 | Q     |
| 2    | CAN Jessica Gregg     | 1:30.207 | Q     |
| 3    | HUN Bernadett Heidum  | 1:30.313 |       |
| 4    | FRA Stéphanie Bouvier | 1:30.420 |       |

| Pos. | Atleta                | Tempo    | Notas |
| ---- | --------------------- | -------- | ----- |
| 1    | USA Katherine Reutter | 1:29.955 | Q     |
| 2    | KOR Cho Ha-ri         | 1:30.543 | Q     |
| 3    | CHN Sun Linlin        | 1:30.589 |       |
| 4    | GER Aika Klein        | 1:51.552 |       |
|      | CAN Tania Vicent      |          | DSQ   |

| Pos. | Atleta                 | Tempo    | Notas |
| ---- | ---------------------- | -------- | ----- |
| 1    | CHN Wang Meng          | 1:32.267 | Q     |
| 2    | AUS Tatiana Borodulina | 1:32.465 | Q     |
| 3    | ITA Arianna Fontana    | 1:32.472 |       |
| 4    | POL Paula Bzura        | 1:32.662 |       |

### Semifinais
As atletas classificadas foram divididas em duas semifinais:
| Pos. | Atleta                 | Tempo    | Notas |
| ---- | ---------------------- | -------- | ----- |
| 1    | CHN Zhou Yang          | 1:29.049 | QA    |
| 2    | KOR Park Seung-hi      | 1:29.165 | QA    |
| 3    | AUS Tatiana Borodulina | 1:29.663 | QB    |
| 4    | CAN Jessica Gregg      | 1:33.139 | QB    |

| Pos. | Atleta                | Tempo    | Notas |
| ---- | --------------------- | -------- | ----- |
| 1    | USA Katherine Reutter | 1:30.568 | QA    |
| 2    | CHN Wang Meng         | 1:30.573 | QA    |
| 3    | CAN Kalyna Roberge    | 1:30.736 | QB    |
| 4    | KOR Cho Ha-ri         | 1:30.792 | QB    |

### Finais
As terceiras e quartas colocadas de cada semifinal disputaram a Final B, que definiria as posições entre 5º e 8º. As primeiras e segundas das semifinais disputaram as medalhas na Final A.
Final B
| Pos. | Atleta                 | Tempo    | Notas |
| ---- | ---------------------- | -------- | ----- |
| 4    | KOR Cho Ha-ri          | 1:31.932 |       |
| 5    | CAN Kalyna Roberge     | 1:32.122 |       |
| 6    | CAN Jessica Gregg      | 1:32.333 |       |
| 7    | AUS Tatiana Borodulina | 1:32.661 |       |

Final A
| Pos.              | Atleta                | Tempo    | Notas |
| ----------------- | --------------------- | -------- | ----- |
| Medalha de ouro   | CHN Wang Meng         | 1:29.213 |       |
| Medalha de prata  | USA Katherine Reutter | 1:29.324 |       |
| Medalha de bronze | KOR Park Seung-hi     | 1:29.379 |       |
|                   | CHN Zhou Yang         |          | DSQ   |

## Novos recordes
Um novo recorde mundial foi estabelecido nas semifinais:
| Tipo | Atleta    | Tempo    | Local     | Data                    |
| ---- | --------- | -------- | --------- | ----------------------- |
|      | Zhou Yang | 1:29.049 | Vancouver | 26 de fevereiro de 2010 |
|      | Zhou Yang | 1:29.049 | Vancouver | 26 de fevereiro de 2010 |

Legenda
| Recorde mundial      | Recorde mundial (World record)               |                       | Recorde africano                      | Recorde africano (African) |                                           | Q | Classificado por posição (Qualified) |
| Recorde olímpico     | Recorde olímpico (Olympic record)            | Recorde da América    | Recorde da América (Americas)         | q                          | Classificado por melhor tempo (Qualified) |   |                                      |
| Melhor marca do ano  | Melhor marca do ano (World leading)          | Recorde asiático      | Recorde asiático (Asian)              | DNS                        | Não largou (Did not start)                |   |                                      |
| Recorde nacional     | Recorde nacional (National record)           | Recorde europeu       | Recorde europeu (European)            | DNF                        | Não terminou (Did not finish)             |   |                                      |
| Recorde pessoal      | Recorde pessoal do atleta (Personal best)    | Recorde da Oceania    | Recorde da Oceania (Oceania)          | DSQ / DQ                   | Desclassificado (Disqualified)            |   |                                      |
| Recorde da temporada | Recorde da temporada do atleta (Season best) | Recorde sul-americano | Recorde sul-americano (South America) | NM                         | Sem marca (No mark)                       |   |                                      |